# Johann A. Bunners
Johann Bunners (* 1975 in Berlin) ist ein deutscher Drehbuchautor.

## Leben
Der Sohn des Theologen und Musikwissenschaftlers Christian Bunners verbrachte Kindheit und Jugend in Ost-Berlin und war Mitglied im Thomanerchor in Leipzig. 1989 flüchtete Bunners zunächst nach Westdeutschland, 1994 kehrte er nach Berlin zurück, absolvierte das Abitur und mehrere Regiepraktika. Seitdem arbeitet Johann A. Bunners als Drehbuchautor.
Außerdem war Bunners tätig für die Filmbeschreibung Sehbehinderter – Audiodeskription. Zwischen 1998 und 2000 war er Student der Drehbuchakademie der DFFB – Deutsche Film- und Fernsehakademie Berlin. Nach dem Diplom war Bunners Mitbegründer der screenwriters-berlin, einem Zusammenschluss von 4 Drehbuchautoren, der bis 2021 existierte.
Er lebt und arbeitet als freier Autor für Drehbücher, Film- und Serienkonzepte in Berlin und Mecklenburg. Sein Bruder ist der Fernseh- und Filmschauspieler David C. Bunners.
Am 22. Februar 2009 wurde der Film Spielzeugland (Idee und Drehbuch: Johann A. Bunners) in der Kategorie Bester Kurzfilm mit dem Oscar bei den 81. Academy Awards in Los Angeles ausgezeichnet.

## Auszeichnungen
- 2005: Robert-Geisendörfer-Preis für Erste Liebe (Pilotfolge von Meine schönsten Jahre) in der Kategorie Kinderfernsehpreis
- 2009: Oscar für Spielzeugland (Drehbuch mit Co-Autor Jochen A. Freydank, Regie)

## Filmografie (Drehbuch)
- 2004: Meine schönsten Jahre – RTL (Autor Serienkonzept und 4 Episoden)
- 2005: 1 EURO TV – 3sat und ZDFtheaterkanal
- 2007: Spielzeugland (Kurzspielfilm) – 81. Academy Awards 2009 – OSCAR “Best Live Action Short”
- 2008: Morgen, ihr Luschen! Der Ausbilder-Schmidt-Film, Kinofilm (Co-Autor)
- 2013: Alles für meine Tochter (Fernsehfilm)
- 2016: Neid ist auch keine Lösung (Fernsehfilm)
- 2019: Hüftkreisen mit Nancy (Fernsehfilm)
- 2021: Extraklasse 2+ (Fernsehfilm)
- 2024: Aus dem Leben (Fernsehfilm)